# Guido van Dievoet
Guido van Dievoet (Leuven, 12 oktober 1924 - 11 juli 2008) was een Belgisch doctor in de rechten, licentiaat in de wijsbegeerte en letteren en het notariaat, advocaat en rechter bij de rechtbank van eerste aanleg in Leuven. Hij was ook hoogleraar aan de Katholieke Universiteit Leuven, gespecialiseerd in rechtsgeschiedenis.

## Familie
Guido Cyrille Emile Van Dievoet was de zoon van Emile van Dievoet (1886-1967).
Hij trouwde in 1951 met advocate Thérèse De Keukelaere (Brugge, 17 februari 1927 - Leuven, 4 maart 2015), dochter van rechtbankvoorzitter Joseph De Keukelaere (1878-1961), en ze hadden vier kinderen.
Hij studeerde aan de Katholieke Universiteit Leuven af in 1947 (doctoraat rechten) en 1948 (licentiaat notariaat).
Van 1947 tot 1956 was hij advocaat aan de balie van Leuven, maar werd ook al vanaf 1947 assistent bij professor Zeger Van Hee. In 1957 werd hij gewoon hoogleraar en bleef doceren tot aan zijn emeritaat in 1990. In 1974-1978 was hij decaan van de Faculteit Rechtsgeleerdheid. Hij doceerde niet alleen in die faculteit, maar ook nog in vier andere (economische wetenschappen, toegepaste economische wetenschappen, wijsbegeerte en letteren en sociale wetenschappen).
Als historisch onderzoeker bestudeerde hij vooral het recht en de rechtsinstanties in Vlaanderen en Brabant tijdens de middeleeuwen en het ancien régime. Zijn belangrijkste bijdrage tot de kennis van deze onderwerpen was de  gedetailleerde analyse van de Somme rural van Jehan Boutillier, een van de juridische autoriteiten in de Lage Landen tot op het einde van de achttiende eeuw.
Hij was voorzitter van de commissie belast met de voorbereiding van de Nederlandse teksten van de Belgische Grondwet, de wetboeken en de voornaamste wetten en besluiten.
Hij was ook vele jaren secretaris van de Koninklijke Commissie voor de uitgave der Oude Wetten en Verordeningen van België.

## Publicaties
- 1951: Jehan Boutillier en de Somme rural
- 1974: La Somme rural de Boutillier et la Jurisprudence du Parlement de Paris, in: Revue du Nord, 1974, blz. 115-116
- 1975: Le Roman de Renart et Van den Vos Reynaerde, témoins fideles de la procédure pénale aux XIIe et XIIIe siecles
- 1982: Het beroep van advocaat, Ed.: 3 / 1982
- 1986: Les coutumiers, les styles, les formulaires et les «artes notariae», Turnhout, Brepols, 1986
- 1987: Het beroep van advocaat, Ed.: 4 / 1987
- 1978: Het beroep van advokaat - Ed.: 1978
- 1978: Gerechtelijk privaatrecht  - Ed.: 1978
- 1979: Gerechtelijk privaatrecht in verband met het notariaat  - Ed.: 1979
- 1986: Gerechtelijk privaatrecht in verband met het notariaat - Ed.: 4 / 1986
- Gerechtelijk privaatrecht : rechterlijke organisatie, bevoegdheid en rechtspleging in burgerlijke zaken : leidraad voor de studenten
- Handelingen van het zevende Belgisch-Nederlands rechtshistorisch colloquium : justicie ende gerechticheyt
- Inleiding tot het recht  - Ed.: 1978
- Langage et droit à travers l'histoire : réalités et fictions, congres, Leuven en Louvain-la-Neuve, 26 mei tot 28 mei 1988
- 1988: Lovanium docet : geschiedenis van de Leuvense Rechtsfaculteit (1425-1914), Ed.: 1988
- Patrice de Neny (1716-1784) et le gouvernement des Pays-Bas Autrichiens
- Tweehonderd jaar notariaat : Het kantoor Hollanders de Ouderaen te Leuven (1783-1983)

Een bibliografie van Guido Van Dievoet is verschenen in het hierna vermelde huldeboek Houd voet bij stuk.